# 예스주니어24
예스주니어24는 대한민국의 가수다. 2020년 싱글 《EMO UNDERGROUND》로 데뷔했다.

## 방송
- 쇼미더머니 10 (2021) - Top132

## 음반
- EMO UNDERGROUND (2020)
- Yes! I'm Junior (2020)
- B4 the 24 (2021)
- I'm bloodonor (2022)

### FLAT EARTH SOCIETY
- Breaking News (2021)